# Kanica
Kanica es una localidad de Croacia en el ejido del municipio de Rogoznica, condado de Šibenik-Knin.

## Geografía
Se encuentra a una altitud de 91 m s. n. m. a 380 km de la capital nacional, Zagreb.

## Demografía
En el censo 2011 el total de población de la localidad fue de 129 habitantes. Hasta 2001 la población se censaba junto a la de la vecina localidad de Dvornica.
| Gráfica de población de Kanica 1857-2011                            |
|                                                                     |
| Según los censos de población de la oficina estadística de Croacia. |